# Perciana marmorea
Perciana marmorea là một loài bướm đêm trong họ Erebidae.

## Hình ảnh

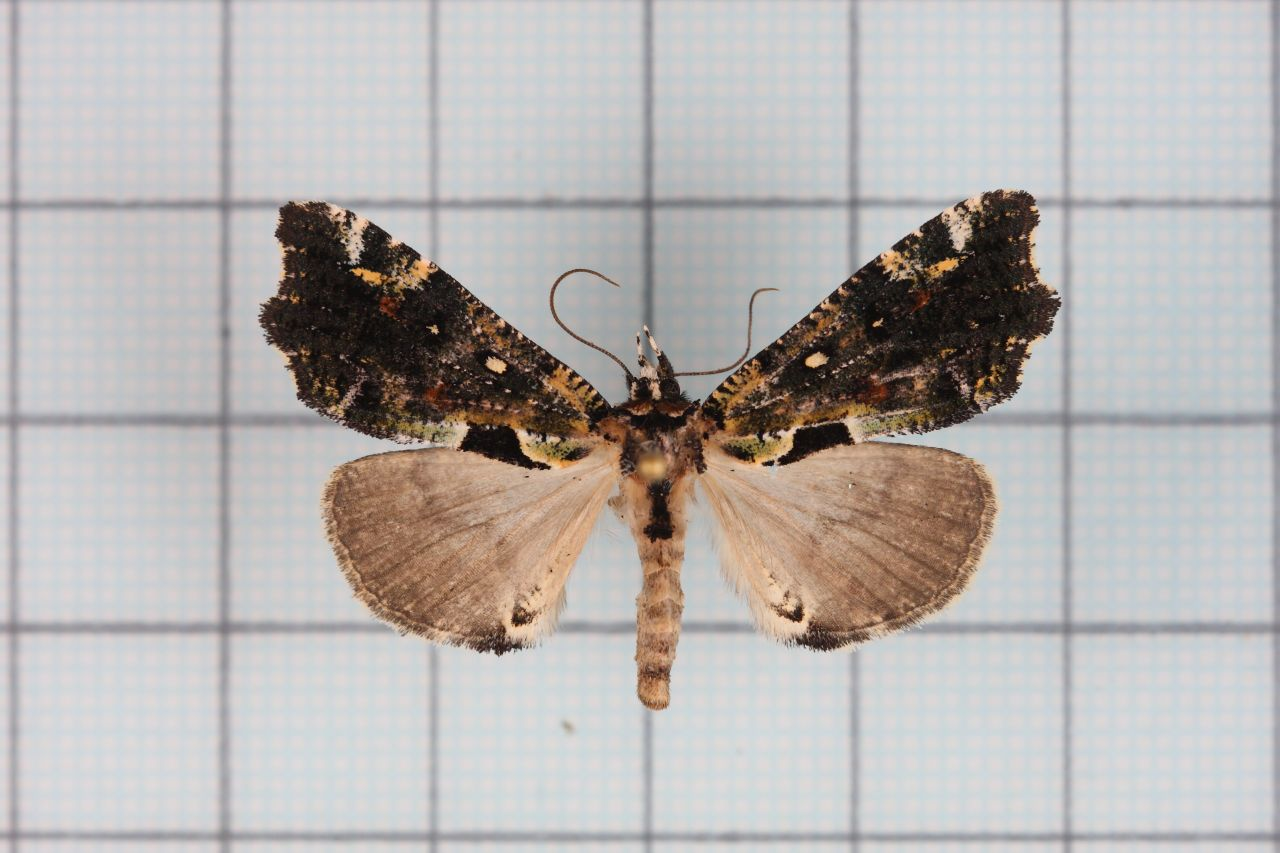
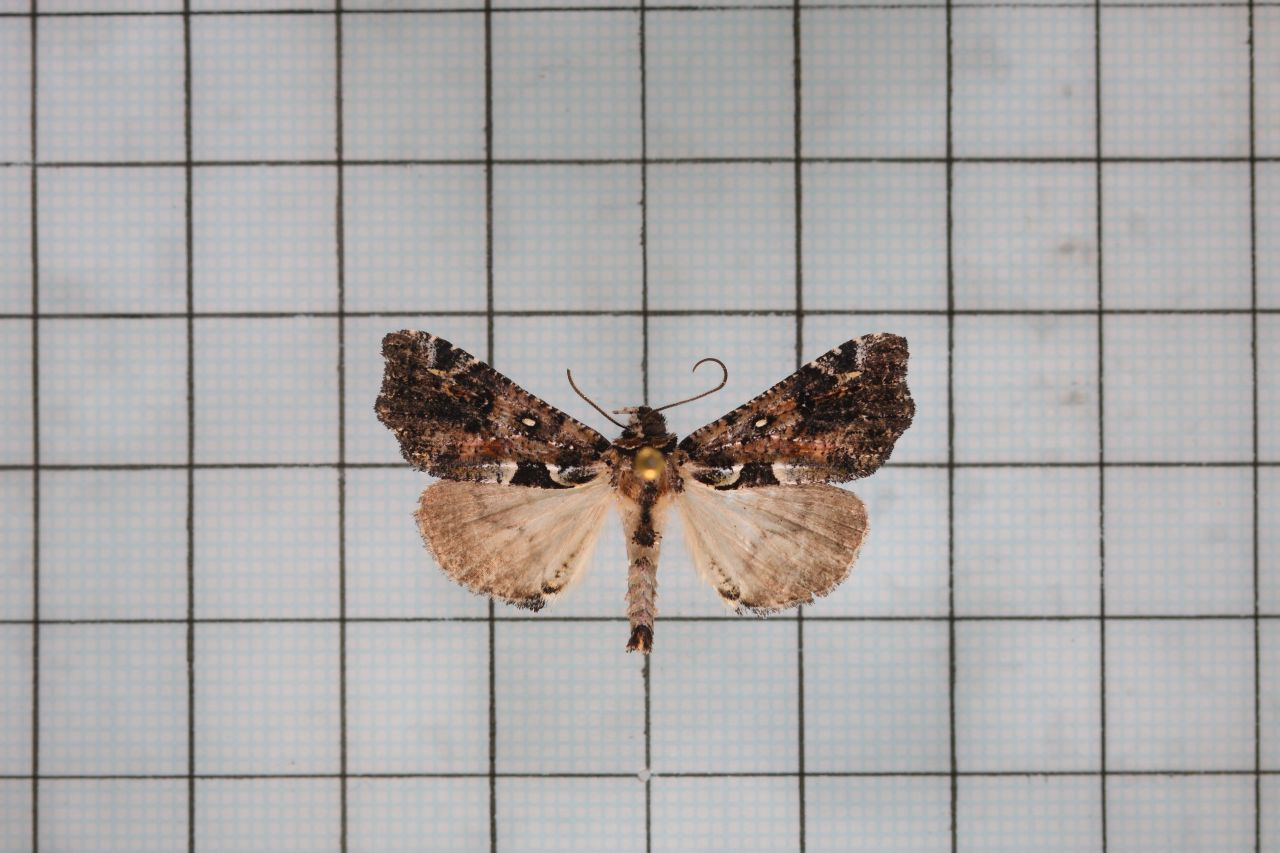
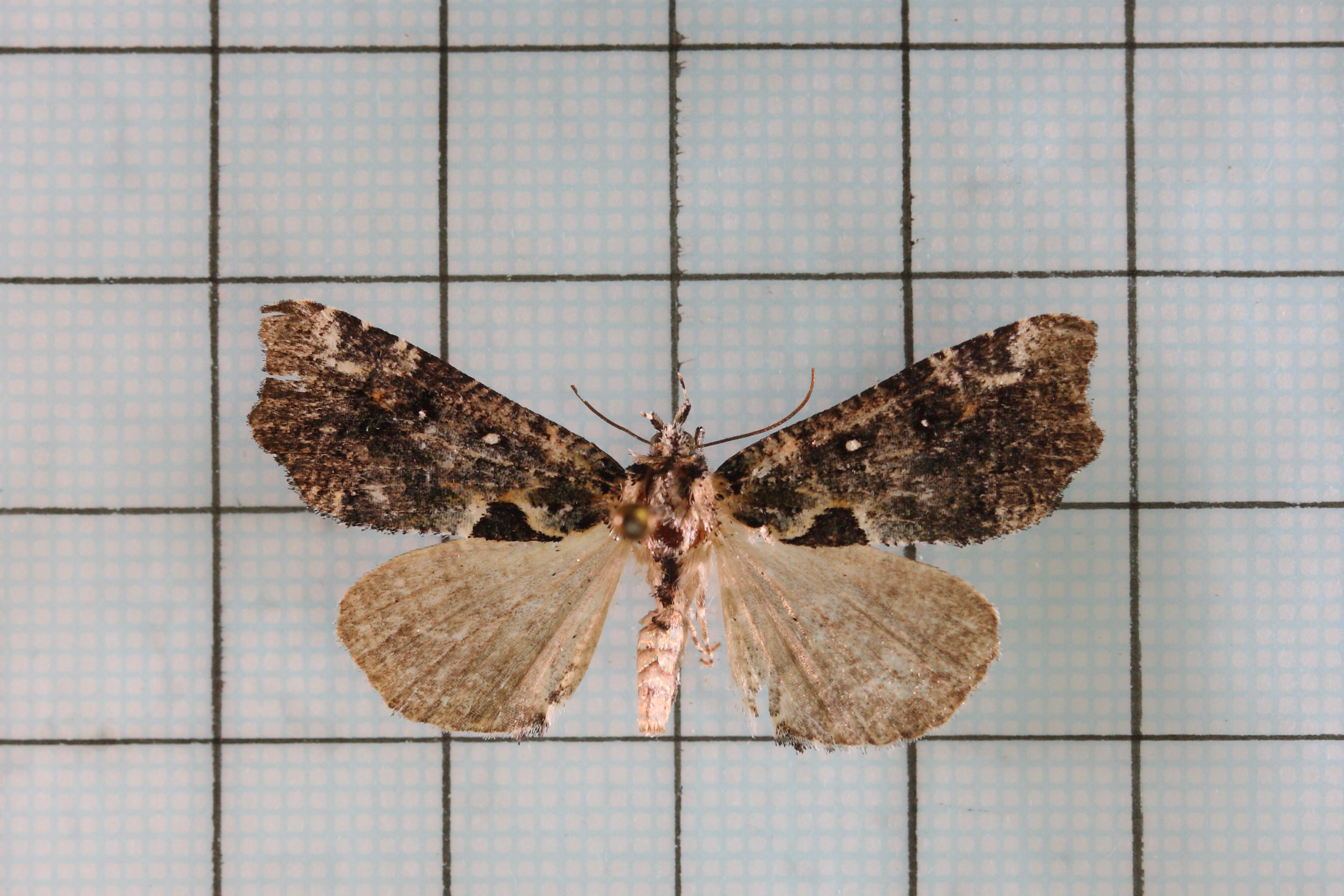